# Research International
Research International  war nach eigenen Angaben die weltweit größte Ad-hoc-Marktforschungsgruppe mit Niederlassungen in mehr als 50 Ländern und über 2500 Mitarbeitern. Ab 1989 war Research International ein Unternehmen der Kantar Group, die zur WPP Group gehört.
In Deutschland zählte das Institut mit seinen Büros in Hamburg-Ottensen und Frankfurt am Main zu den größten Marktforschungsunternehmen und bestand über 50 Jahren. Es war spezialisiert auf Preisforschung.
Im Juli 2009 fusionierte Research International mit dem Marktforschungsunternehmen Taylor Nelson Sofres (TNS Emnid und TNS Infratest).